# Return to Forever (album, Scorpions)
Return to Forever je osmnácté studiové album německé skupiny Scorpions. Vydáno bylo v únoru 2015 a jeho producenty byli Mikael Nord Andersson a Martin Hansen. V hitparádě Billboard 200 se deska umístila na 65. příčce. Autorem obalu alba byl Tim Eckhorst. Album rovněž vyšlo v několika speciálních edicích.

## Seznam skladeb
| Pořadí         | Název                    | Délka |
| -------------- | ------------------------ | ----- |
| 1.             | Going Out with a Bang    | 3:47  |
| 2.             | We Built This House      | 3:53  |
| 3.             | Rock My Car              | 3:20  |
| 4.             | House of Cards           | 5:05  |
| 5.             | All for One              | 2:58  |
| 6.             | Rock 'n' Roll Band       | 3:54  |
| 7.             | Catch Your Luck and Play | 3:33  |
| 8.             | Rollin' Home             | 4:03  |
| 9.             | Hard Rockin' the Place   | 4:06  |
| 10.            | Eye of the Storm         | 4:27  |
| 11.            | The Scratch              | 3:41  |
| 12.            | Gypsy Life               | 4:51  |
| Celková délka: | Celková délka:           | 47:38 |

## Obsazení
- Klaus Meine – zpěv
- Matthias Jabs – kytara, doprovodné vokály
- Rudolf Schenker – kytara, doprovodné vokály
- Paweł Mąciwoda – baskytara, doprovodné vokály
- James Kottak – bicí, doprovodné vokály